# Адам дьо ла Ал
Адам дьо ла Ал (на френски: Adam de la Halle), наречен Гърбавият от Арес (Adam le Bossu), без да е гърбав, е френски поет и музикант, трувер, роден около 1240 г. в Арас, Франция, и починал около 1285 г. в Неапол, Неаполитанското кралство.

## Биография
Постъпва на служба при Робер II, граф на д'Артоа, когато следва в Италия. През 1282 г. става помощник на Шарл д'Анжу, крал на Неапол, по време на експедицията му. Адам пише две комедии, които стават класически пример за светския театър по време на Френското средновековие. Едната от тях е „Играта под беседката“ (Le Jeu de la feuillée, 1262), която представлява сатирична картина на богатите от града и предшества соти от XIV и XV в.; другата е „Играта на Робен и Марион“ (Le Jeu Robin et Marion, 1282), пиеса на пасторална тема, предшественик на комедията-балет от XVII в. В поемата „Сбогуване“ (Le congé) описва гражданските раздори в Арас, които го принуждават да напусне родния си град ок. 1272 – 1274 г. Ок. 1285 г. възпява живота и дейността на Шарл д'Анжу в „Кралят на Сицилия“ (Le roi de Secile), епична поема, от която до нас са достигнали 19 куплета. Пише също 18 жьо парти (jeux-parties), песни, рондо, моте, станси и теми от кортуазната поезия. Музиката, написана от него, е запазена до днес. Всички творби на Адам са обединени през 1872 г. в сборника Oeuvres complétes.